# Kirsty Hanson
Kirsty Hanson (Halifax, 17 aprile 1998) è una calciatrice scozzese, attaccante dell'Aston Villa, in prestito dal Manchester United, e della nazionale scozzese.

## Palmarès

### Club
- Campionato inglese di seconda divisione: 2

Doncaster Rovers Belles: 2017-2018
Manchester United: 2018-2019